# 27562 Josephmarcus
27562 Josephmarcus este o planetă minoră (asteroid), cu un diametru de 14,759 km, din centura de asteroizi. A fost descoperită pe 27 mai 2000 la Stația Anderson Mesa de Lowell Observatory Near-Earth-Object Search. 
Obiectul prezintă o orbită caracterizată de o semiaxă mare de 3,0809572 UAi, o excentricitate de 0,1026769, o înclinație de 15,25364 ° în raport cu ecliptica.